# Альббрукк
Альббрукк (нем. Albbruck) — община в Германии, в земле Баден-Вюртемберг.
Подчиняется административному округу Фрайбург. Входит в состав района Вальдсхут.  Население составляет 7276 человек (на 31 декабря 2010 года). Занимает площадь 39,69 км².